# Pola Błasik
Pola Błasik (ur. 9 lipca 1991 w Wieluniu) – polska aktorka teatralna i telewizyjna.

## Życiorys
W 2017 roku ukończyła studia na Wydziale Aktorskim Akademii Sztuk Teatralnych im. Stanisława Wyspiańskiego w Krakowie.
W 2016 roku otrzymała wyróżnienie za role Niny Zariecznej w spektaklu „Mewa” i Orlando w spektaklu „Orlando” na 34. Festiwalu Szkół Teatralnych w Łodzi, a także została uhonorowana nagrodą im. Małgorzaty Napiórkowskiej dla najlepszej studentki PWST.
Od września 2015 do grudnia 2016 roku była aktorką Teatru Muzycznego „Capitol” we Wrocławiu. Do Teatru im. Juliusza Słowackiego w Krakowie dołączyła w styczniu 2017 roku.

## Filmografia
| Rok       | Tytuł                    | Rola                           | Uwagi         |
| --------- | ------------------------ | ------------------------------ | ------------- |
| 2016      | Komisja morderstw        | Ester                          | odc. 8        |
| 2017      | Volta                    | mniszka                        |               |
| 2017      | Miasto skarbów           | Nadia Sawczuk                  | odc. 10       |
| 2017      | Lekarze na start         | pacjentka Aleksandra           | odc. 12       |
| 2018      | Za marzenia              | panna młoda Klaudia            | odc. 5        |
| 2018      | Drogi wolności           | Basia Maziarek                 |               |
| 2019      | Komisarz Alex            | Kamila Lepecka, córka Mateusza | odc. 150      |
| 2020–2021 | Zakochani po uszy        | Sonia Kulewicz                 |               |
| 2020      | Wyzwanie                 | Teresa Dukszta w młodości      |               |
| 2020      | Polot                    | dziewczyna Karola              |               |
| 2021      | Na dobre i na złe        | Jowita, żona Marka             | odc. 806      |
| 2021      | Erotica 2022             | Lucy                           |               |
| 2021      | Prime Time               | pogodynka Kasia Jaworska       |               |
| 2022      | Komisarz Alex            | Renata Ochman, żona Rafała     | odc. 216, 217 |
| 2022      | Warszawianka             | pracownica agencji reklamowej  | odc. 4        |
| 2023      | Lokatorka II             | Erika                          |               |
| 2023      | Mecenas Porada           | Oliwia Gałecka                 | odc. 19       |
| 2023      | Konopacka. Walka o złoto | Halina Konopacka               |               |
| 2024      | Algorytm miłości         | Oliwia Klimczak                |               |
| 2024      | Komisarz Alex            | podkomisarz Zofia Dobosz       | odc. 269, 270 |

Sporządzono na podstawie materiału źródłowego.